# اوتیدم دوم

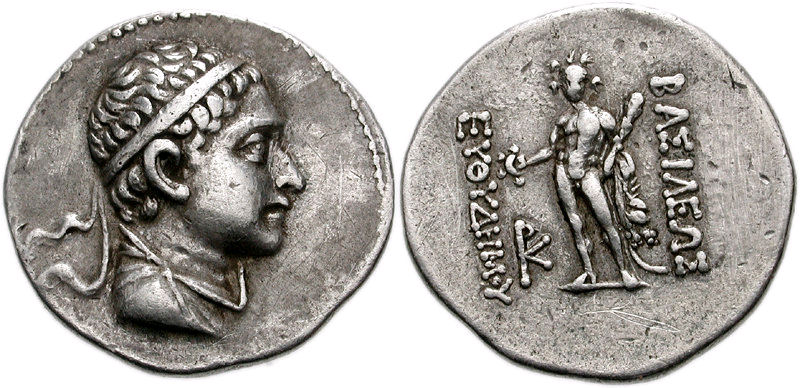
سکه نقره شاه اوتیدم دوم. باشرح: ΒΑΣΙΛΕΩΣ ΕΥΘΥΔΗΜΟΥ, «شاه اوتیدم دوم».

اوتیدم دوم (یونانی: Εὐθύδημος Β΄، انگلیسی: Euthydemus II؛ دری: آی‌تیدیوم دوم) یکی از پادشاهان دولت یونانی بلخ از خاندان اوتیدم یکم بود. او پسر دیمتریوس اول بلخ است که پس از مرگ پدرش در دهه ۱۸۰ ق.م. جانشین او شد. سبک و آلیاژهای کمیاب نیکل سکه‌هایش، او را از لحاظ زمانی با شاه آگاتوکلس مرتبط می‌کند اما رابطه دقیق آنها هنوز نامشخص است. تصویر اوتیدم روی سکه‌هایش نشان می‌دهد که وی به‌احتمال زیاد خیلی جوان درگذشته است. او آخرین شاه خانواده اوتیدم به‌شمار می‌رود.